# 北公次
北 公次（きた こうじ、1949年〈昭和24年〉1月20日 - 2012年〈平成24年〉2月22日）は、日本の歌手、俳優、タレント。男性アイドルグループ・フォーリーブスのリーダー。和歌山県田辺市出身。本名：松下 公次（まつした こうじ）。

## 所属事務所
ジャニーズ事務所→第一プロダクション→（有）沢竜二事務所→データハウス→エフエンタープライズ→OFFICE-REN（エフエンタープライズと掛け持ちで所属）

## 人物・来歴
｢清定（せいてい）菓子株式会社｣の社長の次男として生まれる。他にも工場などを経営していたが、北が小学校2年生の時に父の会社が倒産。一気に貧乏暮らしとなり、母もボタン工場にパートに出なければならなくなった。
和歌山県田辺市立東陽中学校時代は体操で学内随一の才能と見込まれ、地域では将来のオリンピック選手と期待された。また、水泳も得意とし、3年時に県大会・中学生の部で優勝するなど幼少より優れた運動能力の持ち主であったが、家庭の厳しい経済事情から同中学卒業後は直ぐに名古屋の玩具問屋へと集団就職。その後は兄を頼って大阪へ移り、寿司店の住みこみ店員や鉄工場の住みこみ工員など職を転々とする。家電メーカーの工場に勤めていたある日、休憩時間に工場の食堂にあるテレビで初めてジャニーズを視て「俺なら得意のアクロバットを駆使してもっともっと人気スターになれる」と確信し、きっかけを求めジャズ喫茶を彷徨い歩く。そして、当時大阪にあったジャズ喫茶「ナンバ一番」にてスリーファンキーズのステージを鑑賞した際に北は、自ら頼み込んでスリーファンキーズのバックバンド「ワゴンスターズ」のバンドボーイにしてもらい、その後バンドが帰京するため1964年の暮れに新幹線で上京する。
翌1965年の正月、日劇ウエスタンカーニバルでスリーファンキーズのショーの合間にやっていた映画をステージの裾で一人観ていた際にジャニーズ事務所の社長・ジャニー喜多川に見初められ「君、ジャニーズが好きなの?それじゃあジャニーズに会わせてあげるよ!」と楽屋へ誘われ、ジャニーズの付き人になることを快諾、その日より四谷三丁目のお茶漬け屋の2階にあったジャニー喜多川の自宅兼合宿所で住み込みを始める。その後まもなくして渋谷区神宮前2-21-21の御子柴ビルに転居。なお、お茶漬け屋が入る前のテナントは、メリー喜多川が経営していたカウンターバー「スポット」であった。
1966年、ジャニーズの付き人をする傍ら、ジャニーズの主演映画『青春大統領』に出演。更に同年、ジャニーズのバックバンドである「嶺のぼるとジャニーズ・ジュニア」にタンバリン担当として参加し、日本テレビ『ジャニーズ・セブン・ショウ』にてテレビ初出演。当時はまだ芸名がなく、本名の「松下公次」のままで活動していた。8月28日、ジャニーズが本格的なダンスレッスンをするため、ジャニー喜多川とともに渡米。一人で東京に残された北は、この間に新宿のフーテン族「紀伊国屋グループ」に所属して遊び歩くようになった。三光町のディスコ「チェック」に毎日朝まで入り浸り、ケンカ、シンナー、麻薬に明け暮れる荒んだ生活に埋没していた。10月、ジャニーズのバックダンスグループ（後の「フォーリーブス」）を結成。
1967年1月5日、約4か月ぶりにジャニー喜多川とジャニーズが日本へ帰国。これを機にフーテン生活を止めて付き人に戻った。4月1日、ジャニー喜多川より「北公次」という芸名を授かる。喜多川の“喜多”が由来。1968年9月5日、「オリビアの調べ/壁のむこうに」でCBS・ソニーレコードよりフォーリーブスのメンバーとしてメジャー・デビュー。ミュージカル活動を基本とした歌って踊れるジャニーズのスタイルを継承。当時の少女たちの圧倒的支持を得て、結果的にGSブームを終焉に追い込むこととなり、新御三家登場までの時代をつなぐ人気アイドルとなった。1970年から7年連続で『NHK紅白歌合戦』に出場している。1971年度に一度は落選するも、内山田洋とクール・ファイブのメイン・ボーカルである前川清が急病に倒れたことにより振り替え出場している。他のメンバーは青山孝（後の青山孝史）、江木俊夫、おりも政夫。
ステージでバック転を披露した最初の歌手（アイドル）である。ジャニー喜多川が他の事務所に先駆けていち早く導入したビデオレコーダーでレッスンビデオをリピートしながら練習するほどダンスに対し熱心な姿勢を見せていた。デビュー曲を始めフォーリーブスの多くの楽曲の作詞も担当した（のちに自著で多くは代作だったと述べている）。
1970年代に入ると『ボクは女学生』（1973年、フジテレビ）、『ボクは恋人』（1974年、フジテレビ）といったアイドルドラマで単独の俳優活動を始め、1970年代半ば以降はアイドルドラマ以外でも仕事が増えていった。連続テレビドラマ『美しき殺意』（1976年、TBS）に出演、第1作目に出演した元ジャニーズのあおい輝彦に引き続き、石坂浩二主演の映画版金田一耕助シリーズ第2作『悪魔の手毬唄』（1977年、東宝）に出演、連続ドラマ版『人間の証明』（1978年、TBS）にレギュラー出演など、北を大人の役者へ転身させようとする当時のジャニーズ事務所の意向がうかがえた。しかし主演作品は30分のテレビドラマ『ボクは女学生』、『ボクは恋人』のみ。連続ドラマレギュラー出演も、『美しき殺意』や『人間の証明』くらいしかなく、結果的に俳優としては出演作も本人も話題になったとは言い難かった。世間からの俳優としての認知や人気の上昇、フォーリーブスの人気回復には繋がらず次第に役柄も小さくなっていき、俳優としてのジャニーズ事務所在籍最後の仕事は『江戸川乱歩『暗黒星』より・黒水仙の美女』（1978年、テレビ朝日）であった。これも『悪魔の手毬唄』や『人間の証明』と同じく、ベテランに混じって四、五番手の役どころであった。1970年代後半になるとニューミュージックに人気が集まり男性アイドル冬の時代に突入、フォーリーブスの人気も下降しジャニーズ事務所も低迷期に陥り、1978年8月31日を以て解散した。
解散と同時にジャニーズ事務所を退社。1989年発行の雑誌『牧歌メロン』に掲載された北公次と平本淳也らのインタビューによると、北が事務所を退社する意向を副社長のメリー喜多川に伝えたところ猛烈に反対された。メリー喜多川はCBS・ソニーのプロデューサーを呼び出し、ジャニーズ事務所に残って欲しいと二人がかりで北を説得する。しかし北は説得を振りきりジャニーズ事務所を退社。退社後はダンス修行目的で渡米。しかし上手く目的を果たせず帰国後、第一プロダクションへ移籍。
解散翌年の1979年4月に覚醒剤取締法違反で逮捕された。釈放後に出身地の和歌山県田辺市に帰郷して漁業組合に就職したがしばらく勤務した後に退職。白浜温泉のスナックなどでアルバイトをしていた。まもなく芸能界へ復帰。ジャニーズ事務所時代の芸名をそのまま使用するなど復帰には特に問題なく、俳優としてテレビドラマや舞台に顔を出すようにはなったものの、単発ドラマに数本出演する程度の細々とした活動で終わっている。1980年にテレビドラマ『ピーマン白書』（フジテレビ）のOPテーマ及びEDテーマを担当する覆面バンドオール・ジャパン・デビル・バンドのボーカルのオファーをされるも、東芝EMIが興信所に依頼した素行調査の結果、北は不適合と判断され豊川誕に決定する。復帰後は沢竜二の事務所に籍を置き、沢は北をミヤコ蝶々の舞台に出すなど、俳優として再起させようとするが、北が沢に無断で他の仕事を決めて沢の元を出ていく。
1980年代より、左耳の耳たぶにピアスの穴を一つ開け、左腕の二の腕には洋物のタトゥーを入れていた。客室乗務員だった女性と1982年から6年間の結婚生活の後に離婚。その後復縁、1992年に再度離婚。
1983年、北のファンであった金子正次のオファーを受け、映画『竜二』（PRODUCTION RYUJI）に出演。
『竜二』以後もフジテレビ『夜のヒットスタジオDELUXEスペシャル』（1988年2月10日放送）に出演。放送1000回達成記念の3時間特番で、新高輪プリンスホテルからの生中継。 後輩のたのきんトリオ、THE GOOD-BYE、シブがき隊、少年隊、少年忍者が勢揃いする中、北は江木俊夫と同じテーブルに座り、司会の古舘伊知郎にマイクを向けられてコメントも残した。
映画『フライング 飛翔』（1988年）でも男闘呼組の高橋和也と共演。
しかし金銭的には行き詰り、以前から喧嘩の度に帰郷と上京を繰り返していたが、離婚を期に田辺市に蟄居。ブティック経営を手伝い、洋服の箱詰め等の雑用をしていた。そこに、ジャニーズ事務所を糾弾するため、各所を奔走してジャニーズの裏情報を募集していたAV監督の村西とおるから復帰話を持ちかけられる。しばらく村西の元でマジシャン修行などをするも、北が村西の元を去ったことにより復帰話は一時頓挫する。しかしその事をきっかけに1988年11月にデータハウスより半生記『光GENJIへ』を出版。本作の主な内容は、ジャニー喜多川や事務所に関する暴露と、自身の仕事面や実人生でのこれまでの転落や不祥事や不調はジャニー喜多川とジャニーズ事務所にあると結論付けるジャニーズ批判、自身の芸能界復活や再デビューを予告する内容だった。ジャニーズに関する暴露や批判以外の記述は1975年発行の自伝『256ページの絶叫』と重複であるため、明かにジャニーズ事務所とジャニー喜多川についての暴露や批判を目的として発行された書籍であった。北自身は後年、『光GENJIへ』シリーズ出版やそれに伴うジャニーズ批判活動で得たギャラや収入はライブや酒につぎ込んだ、ライブも最初のうちは本の話題性で客は来ていたが長くは続かなかった、ギャラに目がくらんで恩人を裏切ってしまった後悔の念を述べていた。
1990年5月17日発売の『週刊宝石』インタビューにて、｢『光GENJIへ』｣シリーズで得た印税は、CDやビデオの制作費やライブの開催に注ぎ込んだが、採算が取れなかった」、「現在はきちんとした固定収入が無いのでアルバイトをしたい」、「主演映画（『怪獣の観た夢』）の撮影に入る」、 「離婚した妻が戻ってきて再婚し、二人目の子供が生まれた」などと近況を語った。この他、暴露本の出版を“戦い”と称するなど、データハウスで活動していた頃と変わらない姿勢を見せたり、1989年の雑誌『牧歌メロン Vol.2』でのインタビューと同様の、「ジャニーズについてまだ暴露していない大きな爆弾を持っている」との発言もあり、次の暴露本を発表するための出版社を探しているとのことだったが、北からの暴露や発信はこれを最後に途絶え、反ジャニーズ活動は収束。復縁した妻とは1992年に再び離婚。そして舞台や『ピノキオ√964』、『怪獣の見た夢』に散発的に出演後、1994年の再婚まで歌手活動を含めて何もしない時期が続いた。
1994年、44歳の時に客として訪れていたパブスナックのママをしていた7歳年下の女性と3度目の結婚。交際開始後に「彼女に夜の仕事をさせたくない」と北の発案で東京都内とハワイにブティックを開店、ハワイの婦人服ブランドからの商品の仕入れルートも北が開拓した。同時に結婚話も進行。3月入籍、6月にハワイで挙式をした。同月に都内のホテルで披露宴が行われた結婚式と披露宴の模様は『ルックルックこんにちは』など複数のワイドショーで中継された。各番組は祝福ムード一色で取り上げ、反ジャニーズ活動については一切言及がなかった。披露宴にはフォーリーブスの他のメンバー3人も出席した。
その後、ブティックと雑貨を扱う喫茶店を東京都江戸川区JR小岩駅南口の商店街「フラワーロード」で開店するが、経営状態が悪化。北はポスティングや介護のアルバイトを兼業するようになった。
2002年1月にフォーリーブスを再結成。往年のファンからの支持を受け、2009年に青山孝史の急逝を経た3月29日の無期限活動休止まで、ライブ中心に活動した。この間、2006年には東日本総合整体学院の広告モデルを務めた。2006年8月12日、NHK『第38回思い出のメロディー』に出演、57歳にして得意のバック転も披露した。続いて翌2007年1月23日『徹子の部屋』にメンバー揃って出演、解散後の25年間のこと、家族、コンサートの話を語った。同年には、フォーリーブスとしての活動や所属事務所のエフエンタープライズと並行して、個人事務所とファンクラブを設立。2008年1月29日にはフォーリーブスのツアーと並行し、ソロアーティスト"k.koji"の新出発と銘打ったディナーショーを明治記念館で開催。フォーリーブスの代表曲「踊り子」カバーも含むソロCDを発売、ソロライブやファンクラブ会員相手の有料イベントをおこなっていた。
青山孝史の死後、エフエンタープライズを退社。それに伴うフォーリーブスの再結成休止後も個人事務所で活動を続けたが、退社前及びフォーリーブス再結成時の2009年1月のディナーショーを最後にライブ、コンサートの類や歌手活動から徐々にフェードアウトした状態になり、ファンクラブ会員を対象とした有料イベントや、ファンクラブ会員のみが入会できる会員制ストレッチ教室のみのクローズドな活動のみとなった。
2012年2月4日、ファンの前で妻が北の肝臓がん発覚と病状を報告、治療費のカンパを募った。2月9日に江木とおりもがそれぞれのブログ記事で北の肝臓がん発覚と病状を公表し、二人で話しあい北をサポートしていくとを報告した。しかし2月21日に容態が急変。病室に江木とおりもが駆けつけて対面した。
2012年2月22日午前1時19分、肝臓がんのため都内の病院で死去。63歳没。葬儀は創価学会の「友人葬」形式で営まれ、親族や関係者約250人、ファン約400人が弔問した。江木は仕事のため参列できなかったが、おりものほか芸能界からは、あおい輝彦、野口五郎、郷ひろみらが参列したが、著名人の数はまばらで芸能関係者の姿は少なかった。
亡くなる前日に以下のメッセージを残していた。

## 著書「光GENJIへ」について
前記の著書『光GENJIへ』は、ジャニーズ事務所に関する暴露本、批判、糾弾本として最初の一冊であった。同書はベストセラーとなりシリーズとして全10刷を数えたが、『光GENJIへ』シリーズをはじめとするジャニーズへの暴露や批判活動に関する報道は、一部の雑誌やスポーツ紙を除き在京テレビ局、ラジオ局ではほぼなかった。しかし、同書出版の影響は少なからずジャニーズ事務所所属のアイドルに影響を及ぼし、CDの売上が軒並み落ちている。ジャニーズ事務所は売上低下に対する危機感を感じ、光GENJIにおいて7パターンのジャケットとメッセージカードを封入したシングル「太陽がいっぱい」を発売するが、これはAKB商法に20年先んじて取り入れた手法だった。しかし全盛期の売上には届かず、次作の売上は半減、その後もCDの売上は下降する。少年隊もデビュー5年目の1989年にリリースされたシングルは「まいったネ 今夜」のみとなり、以後、急激にCDリリースのペースが落ちていく。例外は田原俊彦の『教師びんびん物語』シリーズの主題歌を初めとした数曲のみであったが、それも1990年に入ると下火になっている。その後に到来したバンドブームの盛り上がりと共に歌番組やアイドル番組が次々終了していき、それから数年の間はテレビでジャニーズ事務所所属のアイドルを見かける機会は以前に比べて確実に減少し、ゴールデンタイムの人気番組で華々しく扱われることが少なくなった。1990年代前半におけるこの現象は俗に「アイドル冬の時代」と称されていたが、同時に「ジャニーズ冬の時代」でもあった。
この状況は、1993年にドラマ『あすなろ白書』に出演した木村拓哉が注目を集め、翌1994年に木村が所属するSMAPの曲がオリコン1位を獲得し、1996年には看板番組である『SMAP×SMAP』が始まり、歌、ドラマ、バラエティと幅広いジャンルにおいて不動の人気を確実にしたことで終焉することとなる。北公次の告発本は5年ほど効果が続いたが、先述の通り大手メディアに黙殺されていたこともあり、時とともに風化していった。
なお『光GENJIへ』シリーズは北の一人語りの形式で書かれているが、実際には当時村西とおると関わりの深かったライターの本橋信宏が、北へインタビューした内容を元に執筆した（いわゆるゴーストライターを務めた）ものであることを、2023年に本橋が告白している。

## 主な出演作品

### テレビドラマ
連続ドラマ
- おれは男だ!（1971年2月21日･2月28日、日本テレビ）第1話・2話にフォーリーブスの4人でゲスト出演
- 青春をつっ走れ（1972年4月 - 7月、フジテレビ）フォーリーブスの4人でゲスト出演
- ぼくは叔父さん（1973年10月 - 1974年3月、日本テレビ）フォーリーブスの4人での出演
- ボクは女学生（1973年10月5日 - 1974年3月29日、フジテレビ）高校生の清水二郎役 主演
- ボクは恋人（1974年4月5日 - 9月27日、フジテレビ）主演
- 刑事くん（1975年10月13日、TBS）第3部･第49話「二人の学生刑事」におりも政夫とゲスト出演
- 美しき殺意 （1976年6月 - 9月、TBS）
- 刑事物語・星空に撃て!（1976年10月11日、フジテレビ）第2話「16時5分、歩行者天国殺人」にゲスト出演
- 小さなスーパーマン ガンバロン（1977年4月3日、日本テレビ）第1話にフォーリーブスの4人でゲスト出演
- 近眼ママ恋のかけひき（1977年6月25日 - 7月23日の全5回、日本テレビ）タケル役
- 人間の証明（1978年1月21日 - 4月1日、TBS）郡恭平役
- 幻之介世直し帖（1981年、日本テレビ）第21話にゲスト出演
- 大江戸捜査網（1982年、テレビ東京）第569話「乱れからくり偽美術品の罠」に政吉役でゲスト出演
- 暁に斬る! （1982年11月23日、フジテレビ）第8話「ふんどし異聞」に茂吉役でゲスト出演

単発ドラマ
- ヒヤヒヤ一泊旅行 （1971年7月16日、TBS）矢兵そば屋の店員・とおる役
- 流転の旅笠 （1972年2月3日、フジテレビ）
- 土曜ワイド劇場シリーズ（テレビ朝日）
  - ｢悪夢 恋人たちの25時｣ （1977年11月5日）
  - ｢江戸川乱歩『暗黒星』より･黒水仙の美女｣（1978年10月14日）伊志田太郎役 （後にDVD化）
- 火曜サスペンス劇場シリーズ （日本テレビ）
  - ｢わが子よ、眠れ!｣ （1981年11月10日）
  - ｢危機一髪の女〜雨の横浜で狙われた私｣（1982年、江木俊夫と共演）
  - ｢電話魔 どこまでも追いかけてくるあの声〜ママが殺される!｣（1984年、あおい輝彦と共演）

### 映画
- 青春大統領 （1966年4月27日、日活） ジャニーズの付き人役。「松下公次」時代に出演。
- 急げ!若者 TOMORROW NEVER WAITS （1974年7月20日、東宝/ジャック･プロ） 孝二役
- 悪魔の手毬唄 （1977年4月2日、東宝） 青池歌名雄役
- 竜二 （1983年10月29日、PRODUCTION RYUJI） ひろし役
- フライング飛翔 （1988年5月14日、SLプロジェクト） 競艇の予想屋役（高橋一也と共演）
- ピノキオ√964 （1991年9月14日、アイビーエスネットワーク/ホネ工房）

### オリジナルビデオ
- 怪獣の観た夢 （1992年4月10日、マクザム）

## 舞台
- 沢竜二の花道･その5（1979年11月12日 - 18日、池袋シアターグリーン）
- ミヤコ蝶々特別公演 「遺産のぬくもり」（1980年3月1日 - 25日、道頓堀・中座）
- バーレスク1931･赤い風車があった街 （1981年6月7日 - 6月28日、渋谷･西武劇場）
- 原宿ミュージカル･傷だらけの天使 （1985年3月31日 - 4月7日）
- 櫻組＋正甫企画公演 「眠らない」 （1992年10月16日 - 18日、高円寺・明石スタジオ）
- 告白の真贋 （1993年4月23日 - 25日、荻窪アール・コリン）
- 劇団まがりかど公演 「家賃のいらない家 ～あなたに幸せ分けてあげる～」（1993年5月10日 - 、銀座小劇場）
- 櫻組＋正甫企画公演 「夜の沼」（1993年11月4日 - 7日、高円寺・明石スタジオ）

## イベント
- 頑張れ!ニューヤンキース （1978年8月12日＆13日、浅草国際劇場）
- 映画『急げ!若者』上映会 （2007年1月31日、東京国立近代美術館フィルムセンター）
- 第26回　交流サロンSHU　33周年記念感謝祭 （2007年6月28日、新橋サロンSHU）
- 絵画公募展 『第1回 産経はばたけアート・フェスタ』 オープニングセレモニー（2007年10月13日、大阪ビジネスパーク・ツイン21タワー1F）

## ディスコグラフィ

### シングル
- ひとりぼっちになった時（1969年10月1日。1973年10月再発。）
- 課外授業（1969年11月24日。）
- ダイアルMを廻せ　c/w　想い出のツイスト&シャウト （1989年、VIS A VIS）「北公次&スカーフェイス」名義）「VIS A VIS（ビザビ）」はノイズバンド、ザ・ゲロゲリゲゲゲのバンドメンバーの山之内純太郎が社長のインディーズレーベル。山之内は大槻ケンヂと東京国際大学の同級生で友人。

### アルバム
- FLOWER （1989年、VIS A VIS）「北公次&スカーフェイス」名義。ザ・ゲロゲリゲゲゲの山之内純太郎プロデュース作品。
- ウィー・アー・ザ・ジャニーズ（CD版は全13曲、カセット版は全11曲。1989年12月10日）「北公次FAMILY」によるオムニバスCD。河口湖のキャメロットスタジオにて、1989年10月10日-12日の3日間でレコーディングされた。ジャニー喜多川・メリー喜多川の両名を名指しで「ブチ殺せ!」と連呼する衝撃の問題作『ふざけるなベイビー』（作詞：北公次）を収録。ジャケットのイラストも、怪獣がジャニー喜多川を今にも食べようとしており、その怪獣の上に北公次がまたがって刀を振りかざしているという過激なものだった。
- Mother （2007年11月24日）このアルバムには、娘（当時小学生）がコーラスで参加している。また、収録曲の『僕の青い鳥 〜小さいけど大きなボギー〜』が、2008年3月9日よりカラオケのUGAにて配信開始された。

### 提供楽曲
- 郷ひろみ「言えない友達」作曲：鈴木邦彦、「せのびした16才」作曲：筒美京平
- ハイソサエティー「不思議な恋の物語」作曲：都倉俊一
- 東てる美「暗い旅」（1978年）1976年のテレビドラマ「美しき殺意」で共演した事が縁となり、作詞･作曲を北公次が担当した。東てる美の2ndアルバム「感触」に収録。フェロモン歌謡・カルト盤をCD再発する流れの一環として、2009年7月8日にCD化。

### ビデオ
- DEMO 001（scar face 1989年 現代美術家･森下泰輔プロデュース作品）
- 光GENJIへ （1989年9月）
- We're the JOHNNYS （1989年12月10日、「北公次FAMILY」による限定版ビデオ）

### ジャニーズ時代のソロ作品
| 曲名                    | 収録アルバム                                                   | 備考 |
| ----------------------- | -------------------------------------------------------------- | --- |
| 生と死のあいま          | フォーリーブス・ヤング・サプライズ 少年たち 〜小さな抵抗〜     | |
| 甘い痛み                | 夏の嵐 〜第1章 光/第2章 影〜                                   | 2024年11月時点 単曲の音源は未CD化。 |
| 少女の死                | 夏の嵐 〜第1章 光/第2章 影〜                                   | 2024年11月時点 単曲の音源は未CD化。 |
| アイドルの叫び          | 少年たちシリーズ 〜太陽からの少年〜                            | 2024年11月時点 単曲の音源は未CD化。 |
| サウンドが空気          | フォーリーブス・ミュージカル 少年たちシリーズ 〜明日なき友情〜 | |
| HOLD HER TIGHT          | スーパー・プレゼント                                           | |
| 悲しい青春をあなたに    | 北公次ロマン詩集より 青春                                      | |
| エピタフ                | スーパープレゼント'74                                          | |
| 愛と希望の街            | スーパープレゼント'74                                          | |
| フリー・ミー            | フォーリーブス・郷ひろみ ジョイントリサイタル                  | 『フォーリーブス 1968-1978』では「FREE ME」表記。 |
| SHE （彼女）            | 若者                                                           | |
| 捨てないで              | FOUR LEAVES LIVE                                               | |
| クレイジー・シティー    | フォーリーブス10周年記念PART1                                  | 2024年11月時点 未CD化。 |
| いちばん星              | 一本の樹                                                       | |
| YOU KEEP ME HANGING ON  | LOVE FOREVER                                                   | |
| 安全カミソリ            | LOVE FOREVER                                                   | |
| 失われた殺人者 （告訴） | LOVE FOREVER                                                   | |
| ただひたすら            | GOOD-BYE                                                       | |
| 君のために              |                                                                | 北公次主演のテレビドラマ『ボクは恋人』（1974年4月5日 - 9月27日、フジテレビ）の主題歌として使われた、北公次のソロボーカルによるテレビオンエアバージョン。 1974年2月1日に発売されたフォーリーブスのアルバム『スーパープレゼント'74』に収録されているが、レコードでは青山孝がソロで歌唱している。2022年3月時点 未CD化。 |

## 著書
- 『256ページの絶叫』ペップ出版、1975年8月20日。
- 光GENJIへ･元フォーリーブス北公次の禁断の半生記 （1988年11月、データハウス）
- 光GENJIへ･再び （1989年2月、データハウス）
- 光GENJIへ3･みんなで考えようジャニーズ問題 （1989年4月、データハウス）
- 光GENJIへ･最後の警告 （1989年6月、データハウス）
- さらば!!光GENJIへ （1989年9月、データハウス）
- 光GENJIファンから北公次へ （1989年12月、データハウス）